# Муниципальная полиция Австрии

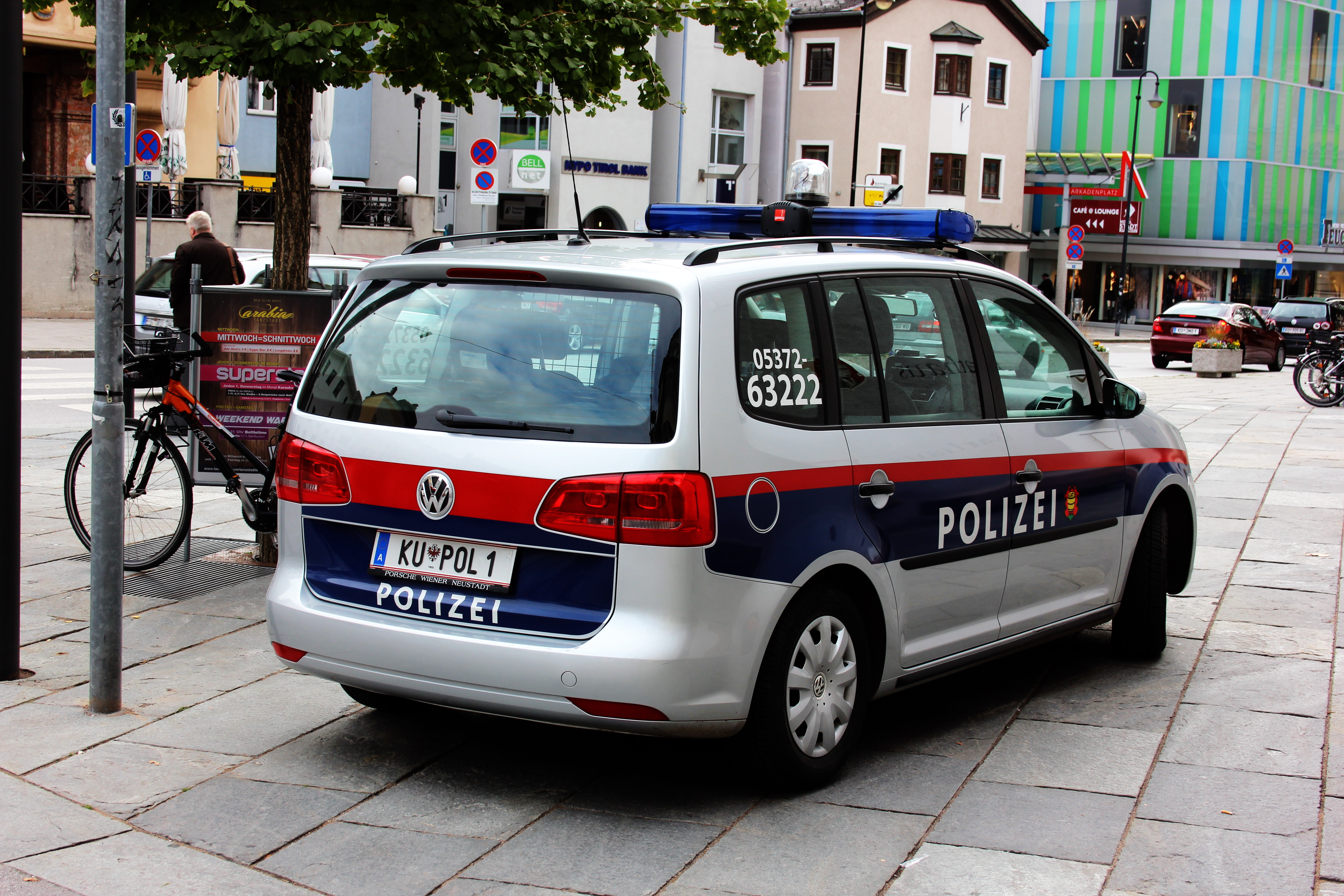
Автомобиль городской полиции Куфштайна

Общинная охрана безопасности (нем. Gemeindesicherheitswache) — муниципальная полиция примерно в 40 общинах Австрии, известна также под названиями городская охрана безопасности (Städtische Sicherheitswache), общинная полиция (Gemeindepolizei), местная полиция (Ortspolizei) и городская полиция (Stadtpolizei). Их основная задача — местная полиция безопасности, например поддержание общественной порядочности и предотвращение чрезмерного шума (пункт 2 статьи 15 Федерального конституционного закона).
Большие среди них образуют общинные охранные корпуса (Gemeindewachkörper) с такими задачами и полномочиями, как Федеральная полиция (например в Бадене). Но города под управлением полицейской дирекции (например Вена и Грац) не имеют право поддерживать собственные охранные корпуса (пункт 2 статьи 78d Федерального конституционного закона). В некоторых из этих городов есть охрана порядка (Ordnungswache).